# Kim Ki-duk (1960)
Pour les articles homonymes, voir Kim Ki-duk (homonymie) et Kim.
Dans ce nom coréen, le nom de famille, Kim, précède le nom personnel.
Kim Ki-duk est un scénariste, producteur, réalisateur et monteur sud-coréen né le 20 décembre 1960 dans le district de Bonghwa et mort le 11 décembre 2020 à Riga.
L'homme se distingue par des origines modestes, une éducation relativement autodidacte et une biographie variée. Le cinéaste, quant à lui, se distingue par un style personnel, onirique et poétique, puis une peinture iconoclaste et sans aucune concession sur la société de son pays.

## Biographie

### Jeunesse
Kim Ki-duk  est né le 20 décembre 1960 dans la province de Gyeongsang à Bonghwa en Corée du Sud. Il passe son enfance dans un village perdu dans les montagnes  qu’il quitte en 1969 pour Séoul où il fait ses études. À dix-sept ans, il est obligé de quitter le lycée agricole pour travailler comme ouvrier.
Trois ans plus tard, il s’engage dans la marine pendant cinq ans. Il en ressort profondément transformé et passe alors deux ans dans un monastère pour devenir prêtre.
Il part ensuite visiter la France pendant un an. Après un an, il n'a plus d'argent et vit en vendant les toiles qu'il réalise. Il entre pour la première fois dans un cinéma où il est notamment marqué par Le Silence des agneaux, L'Amant et Mauvais Sang.

### Carrière
De retour en Corée en 1993 et désormais passionné par le cinéma, il s’intéresse à l’écriture de scénario. A Painter and a Criminal Condemned to Death est remarqué et lui vaut le prix de la création attribué par l’Association des Scénaristes. Il reçoit enfin, en 1994, pour Double Exposure, puis, en 1995, pour Jaywalking, des prix du scénario délivrés par la très puissante Commission du Film coréen.
Il amorce alors sa carrière de réalisateur et achève, en 1996, Crocodile, un premier film inspiré de sa propre vie.
À partir de là, Kim tourne au rythme d’un film par an des productions à petits budgets. Après Wild Animals, qu’il tourne à Paris, il sort en 1998 son troisième film Birdcage Inn.
L'Île, réalisé en 2000, est son premier grand succès. Le film est sélectionné au festival de Venise, ce qui permet à Kim de faire parler de lui en Europe alors que les critiques coréennes rejettent violemment son film.
La même année, il réalise avec peu de moyens et en temps record Real Fiction qui prouve son grand talent pour l’improvisation. Il sort les années suivantes deux autres films Adresse inconnue et Bad Guy son plus grand succès en Corée. Ses films sont invités aux Festivals de Venise et de Berlin.
En 2002, il sort The Coast Guard, appuyé par une grosse promotion due notamment à la présence de la star Jang Dong-gun. Cependant les recettes commerciales sont décevantes.
Dans Printemps, été, automne, hiver… et printemps, Kim tout en s’intéressant toujours aux marginaux apporte une touche spirituelle et aborde des thèmes comme la rédemption et le pardon. Le film connaît un beau succès international.
EN 2004, il gagne coup sur coup le prix de meilleur réalisateur au Festival de Berlin (Ours d'argent) pour Samaria et au festival de Venise (Lion d'argent) pour Locataires (빈집, Bin jip) qui sort en 2004.
La force du cinéma de Kim vient probablement de ses images évocatrices et sa capacité à créer des histoires sans dialogues.
Les films de Kim Ki-duk sont marqués par sa vision bienveillante et empathique des gens de peu et à son détachement naturaliste des règles formelles. Ses personnages principaux sont souvent des marginaux, à l’écart de la société coréenne. Le cinéaste se montre aussi très critique à l'égard de la société sud-coréenne, dont il déplore l’obsession pour l’argent et la réussite. Il est un des rares réalisateurs coréens à avoir réussi à percer à l’étranger sans pourtant plaire aux critiques et au public de Corée.
Il a dit après le tournage de Samaria : « J’ai une idée obsessionnelle, obstinée du cinéma en tant que mélange de tension, de crise, de paix, d’ironie et de destruction. Pour moi le cinéma, c’est tout ça à la fois. »

### Mort
Kim Ki-Duk meurt le 11 décembre 2020 à Riga, en Lettonie, à l'âge de 59 ans, des complications cardiaques de la Covid-19,. Son corps est incinéré[réf. nécessaire].

## Filmographie

### En tant que réalisateur
- 1996 : Crocodile (악어, Ag-o)
- 1997 : Wild Animals (야생동물 보호구역, Yasaeng dongmul bohoguyeog)
- 1998 : Birdcage Inn, l'auberge des passions (파란대문, paran daemun)
- 2000 : Real Fiction (실제상황, Shilje sanghwang)
- 2000 : L'Île (섬, Seom)
- 2001 : Adresse inconnue (수취인불명, Suchwiin bulmyeong)
- 2001 : Bad Guy (나쁜 남자, Nappeun namja)
- 2002 : The Coast Guard (해안선, Haeanseon)
- 2003 : Printemps, été, automne, hiver… et printemps (봄 여름 가을 겨울 그리고 봄, Bom yeoreum gaeul gyeoul geurigo bom)
- 2004 : Samaria (사마리아, Samaria)
- 2004 : Locataires (빈집, Bin jip)
- 2005 : L'Arc (활, Hwal)
- 2006 : Time (시간, sigan)
- 2007 : Souffle (숨, Soom)
- 2008 : Dream (비몽, Bi-mong)
- 2011 : Arirang (아리랑)
- 2011 : Amen (아멘)
- 2012 : Pieta (피에타)
- 2013 : Moebius (뫼비우스)
- 2014 : One on One (일대일, ildaeil)
- 2015 : Stop (스톱)
- 2016 : Entre deux rives (그물, Geumul)
- 2018 : Human, Space, Time and Human (인간, 공간, 시간 그리고 인간, Ingan, gong-gan, sigan geuligo ingan)
- 2020 : Dissolve (Din)
- 2022 : Call of God (Kõne Taevast) (sortie posthume)

### En tant que scénariste et producteur
- 2008 : Beautiful de Juhn Jai-hong
- 2008 : Rough Cut de Jang Hoon

## Accusations de violences sexuelles
En août 2017, une actrice ayant souhaité garder l'anonymat porte plainte contre Kim Ki-duk pour violences physiques et sexuelles dont elle l'accuse d'avoir fait preuve pendant le tournage de Moebius. Celles-ci ont eu lieu avant que l'actrice, remplacée par la suite par Lee Eun-woo ait, selon les sources, quitté le tournage, ou en ait été renvoyée,. Ces accusations incluent plusieurs coups portés à l'actrice (et notamment des gifles) mais également une pression à tourner une scène de sexe n'apparaissant pas dans le script initial et à laquelle elle n'avait ni souhaité participer, ni donné son accord préalable. Par manque de preuves, Kim Ki-duk n'est condamné que pour les démonstrations de violences physiques en décembre 2017. Il doit payer une amende de 5 millions de won.
Néanmoins, deux autres actrices accusent elles aussi publiquement le réalisateur de violences psychologiques, sexuelles et de viol à la suite du premier procès. La première l'accuse notamment de l'avoir violée conjointement avec l'acteur Cho Jae-hyeo dans une chambre d’hôtel lors de ce qui était censé être une discussion par rapport à un script. La seconde accuse le réalisateur de l'avoir forcée à auditionner nue, l'humiliant publiquement.
Les accusations et leur médiatisation ont notamment pour conséquence le report pour une durée indéfinie de la sortie en salle du film Human, Space, Time and Human.
Réfutant l'intégralité de ces accusations et clamant son innocence, Kim Ki-duk a lui aussi porté plainte pour diffamation et fausses accusations contre ces femmes. Celle-ci n'a pas donné lieu à l'ouverture d'un procès, le manque de preuves pouvant donner raison aux actrices n'ayant pas été jugé comme prouvant la fausseté de leurs accusations.

## Récompenses
- Prix du jury Junior au Festival international du film de Locarno 2003 pour Printemps, été, automne, hiver… et printemps.
- Prix Arte/CICAE (Confédération Internationale des Cinémas d'Art et Essai) au Festival international du film de Locarno 2003 pour Printemps, été, automne, hiver… et printemps.
- Prix Don Quichotte (remis par la Fédération internationale des ciné-clubs) au Festival international du film de Locarno 2003 pour Printemps, été, automne, hiver… et printemps.
- Prix NETPAC au Festival international du film de Locarno 2003 pour Printemps, été, automne, hiver… et printemps.
- Prix du public au Festival de San Sebastian 2003 pour Printemps, été, automne, hiver… et printemps.
- Ours d'argent du meilleur réalisateur au Festival de Berlin 2004 pour Samaria.
- Prix FIPRESCI (Fédération internationale de la presse cinématographique) du meilleur film à la Mostra de Venise 2004 pour Locataires.
- Lion d'argent du meilleur réalisateur à la Mostra de Venise 2004 pour Locataires.
- Prix Un certain regard au Festival de Cannes 2011 pour Arirang.
- Lion d'or du meilleur film à la Mostra de Venise 2012 pour Pieta.